# Plectranthus
Plectranthus este un gen de plante din familia  Lamiaceae.

## Etymology
Cuvântul plectranthus provine din Greek πλῆκτρον (plēktron), "vârf de lance" + ἄνθος (anthos), "floare".

## Specii

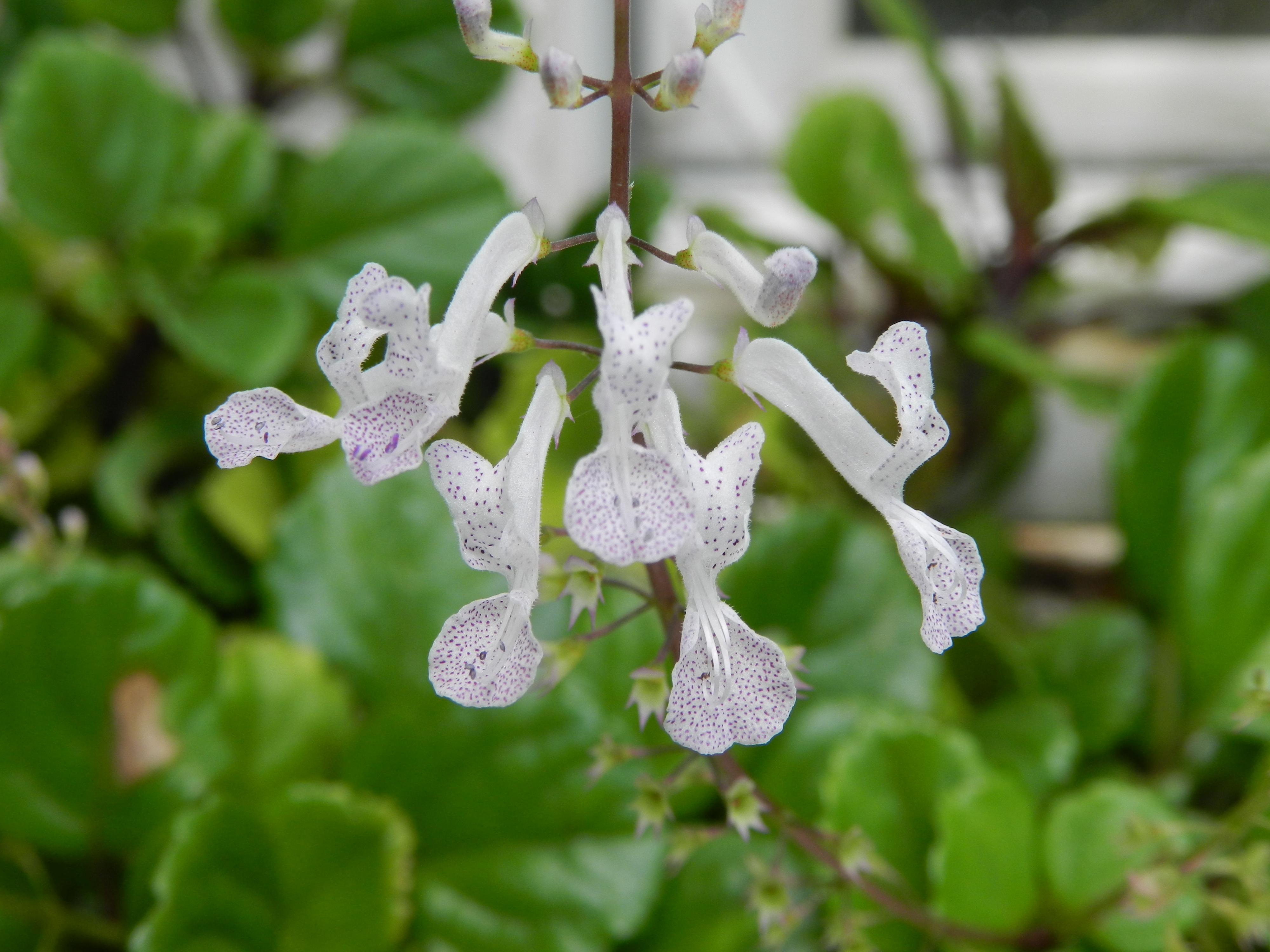
Plectranthus verticillatus in cultivation

Paton et al. (2019) au publicat 72 de specii. La data de octombrie 2022, Plants of the World Online accepta 84:
- Plectranthus alboviolaceus Gürke – South Africa: E. Cape Prov. to N. KwaZulu-Natal
- Plectranthus ambiguus (Bolus) Codd – South Africa: E. Cape Prov. to N. KwaZulu-Natal
- Plectranthus amplexicaulis Hedge – Madagascar
- Plectranthus antongilicus Hedge – Madagascar
- Plectranthus asymmetricus A.J.Paton – Zambia
- Plectranthus atroviolaceus Hedge – Madagascar
- Plectranthus aulihanensis (Schweinf. & Volkens) ined.
- Plectranthus betamponus Hedge – Madagascar
- Plectranthus bracteolatus A.J.Paton – Tanzania
- Plectranthus brevicaulis (Baker) Hedge – Madagascar
- Plectranthus brevimentus T.J.Edwards (also as P. brevimentum) – South Africa: Eastern Cape Prov
- Plectranthus canescens Benth. – Madagascar
- Plectranthus capuronii Hedge – Madagascar
- Plectranthus chimanimanensis S.Moore – E. Zimbabwe to W. Mozambique
- Plectranthus ciliatus E.Mey. – South Africa and Eswatini
- Plectranthus clementiae Hedge – Madagascar
- Plectranthus cordatus A.J.Paton & Phillipson – Madagascar
- Plectranthus decaryi Hedge – Madagascar
- Plectranthus delicatissimus Hedge – Madagascar
- Plectranthus ecklonii Benth. – South Africa
- Plectranthus elegans Britten – S. Malawi
- Plectranthus elegantulus Briq. – South Africa: KwaZulu-Natal
- Plectranthus ellipticus Hedge – Madagascar
- Plectranthus emirnensis (Baker) Hedge – Madagascar
- Plectranthus ernstii Codd – South Africa: E. Cape Prov. to S. KwaZulu-Natal
- Plectranthus forsythii Hedge – Madagascar
- Plectranthus fruticosus L’Hér. – S. Mozambique to South Africa
- Plectranthus gardneri Thwaites – Sri Lanka
- Plectranthus gibbosus Hedge – Madagascar
- Plectranthus godefroyae (N.E.Br.) ined.
- Plectranthus grallatus Briq. – South Africa, Lesotho
- Plectranthus grandibracteatus Hedge – Madagascar
- Plectranthus guruensis A.J.Paton – Mozambique
- Plectranthus hexaphyllus Baker – Madagascar
- Plectranthus hilliardiae Codd – South Africa: Transkei to KwaZulu-Natal
- Plectranthus hirsutus Hedge – Madagascar
- Plectranthus hoslundioides Scott-Elliot – Madagascar
- Plectranthus humbertii Hedge – Madagascar
- Plectranthus incrassatus Hedge – Madagascar
- Plectranthus laurifolius Hedge – Madagascar
- Plectranthus linearis Hedge – Madagascar
- Plectranthus longiflorus Benth. – Madagascar
- Plectranthus longipetiolatus Hedge – Madagascar
- Plectranthus lucidus (Benth.) van Jaarsv. & T.J.Edwards – South Africa: S. Cape Prov
- Plectranthus macilentus Hedge – Madagascar
- Plectranthus malvinus van Jaarsv. & T.J.Edwards – South Africa: E. Cape Prov
- Plectranthus mandalensis Baker – Malawi (Mt. Mulanje), Mozambique (Mt. Namuli)
- Plectranthus marquesii Gürke
- Plectranthus mechowianus (Briq.) ined.
- Plectranthus membranaceus (Scott-Elliot) Hedge – Madagascar
- Plectranthus miserabilis Briq.
- Plectranthus mocquerysii Briq. – Madagascar
- Plectranthus mzimvubuensis van Jaarsv. – South Africa: SE. Cape Prov
- Plectranthus oblanceolatus Hedge – Madagascar
- Plectranthus oertendahlii T.C.E.Fr. – South Africa: S. KwaZulu-Natal
- Plectranthus ombrophilus Hedge – Madagascar
- Plectranthus oribiensis Codd – South Africa: KwaZulu-Natal
- Plectranthus papilionaceus Ranir. & Phillipson – Madagascar
- Plectranthus parvifolius Talbot
- Plectranthus pichompae Hedge – Madagascar
- Plectranthus poggeanus (Briq.) ined.
- Plectranthus praetermissus Codd – South Africa: SE. Cape Prov
- Plectranthus preussii (Gürke) ined.
- Plectranthus purpuratus Harv. – South Africa
- Plectranthus reflexus van Jaarsv. & T.J.Edwards – South Africa: SE. Cape Prov
- Plectranthus rosulatus Hedge – NW. Madagascar
- Plectranthus rubropunctatus Codd – South Africa: Limpopo to Eswatini
- Plectranthus rubroviolaceus Hedge – Madagascar
- Plectranthus saccatus Benth. – South Africa: SE. Cape Prov. to KwaZulu-Natal
- Plectranthus scaposus Hedge – Madagascar
- Plectranthus schweinfurthii Sprenger
- Plectranthus secundiflorus (Baker) Hedge – Tanzania (Uluguru Mts.)
- Plectranthus strangulatus A.J.Paton – Tanzania (Uluguru Mts.)
- Plectranthus strigosus Benth. ex E.Mey. – South Africa: S. Cape Prov
- Plectranthus stylesii T.J.Edwards – South Africa: Eastern Cape Prov
- Plectranthus swynnertonii S.Moore – S. Trop. Africa to South Africa, Mpumalanga
- Plectranthus termiticola A.J.Paton
- Plectranthus trilobus Hedge – Madagascar
- Plectranthus verticillatus (L.f.) Druce – S. Mozambique to South Africa
- Plectranthus vestitus Benth. – Madagascar
- Plectranthus vinaceus Hedge – Madagascar
- Plectranthus viridis (Briq.) ined.
- Plectranthus zenkeri Gürke
- Plectranthus zuluensis T.Cooke – South Africa: SE. Cape Prov. to Eswatini